# Georg Stumme
Georg Stumme (Halberstadt, 29 de juliol de 1886 - El Alamein, 24 d'octubre de 1942) va ser un general del Heer de l'Alemanya nazi durant la Segona Guerra Mundial que va comandar breument les forces de l'Eix al començament de la Segona Batalla d'El Alamein, i va morir durant la defensa de l'Avançada Snipe. Havia participat a la batalla de França, la invasió de Iugoslàvia i la invasió de la Unió Soviètica

## Biografia
Nascut a Halberstadt, província de Saxònia (Regne de Prússia). Ingressà a l'exèrcit alemany com a  Fähnrich al 1r regiment de cavalleria prussià el 1906, sent promogut a tinent de 2a el 1907. Participà a la Primera Guerra Mundial, continuant al Reichswehr després de la guerra. Després que els nazis arribessin al poder el 1933, va ser ascendit a oberst el 1933 i a Generalmajor el 1936. Stumme es va convertir en comandant de la 2a Divisió Lleugera, que es va formar el 10 de novembre de 1938.
Stumme havia assolit el rang de Generalleutnant al començament de la guerra, i va comandar la 2a Divisió Lleugera a la invasió de Polònia el 1939. Després que la unitat es convertís en la 7a Divisió Panzer el 18 d'octubre de 1939, va renunciar al comandament de la 7a. Divisió Panzer, rellevant-lo Erwin Rommel el 1940, i va ser nomenat comandant del XL. Armeekorps el 15 de febrer de 1940, que es va convertir en XL Korps (motoritzat) el setembre de 1940. Va dirigir aquest cos a la campanya de les Ardenes de 1940, sent ascendit a General der Kavallerie l'1 de juny de 1940. Poc després va rebre la Creu de Cavaller de la Creu de Ferro per la valentia durant la batalla de França.
Stumme va ser enviat a Bulgària i va participar en els atacs a Iugoslàvia i Grècia. Stumme va liderar l'atac del flanc dret del 12. Armee. Les seves dues divisions van conduir per separat cap a l'oest a Iugoslàvia i després van girar cap al sud, reunint-se a Monastir el 9 d'abril. Després va participar en la invasió de Grècia. Va ser ascendit a General der Panzertruppe.
En l'operació Barbarroja Stumme va servir al comandament del mariscal de camp Fedor von Bock. Stumme va manar la captura de Mozhaisk. Després va participar en Fall Blau (Case Blue) per liderar l'avanç del Sisè Exèrcit amb el seu rebatejat XL. Panzerkorps.
El juny de 1942 alguns plans alemanys van ser capturats per les forces soviètiques. Hitler va culpar a Stumme i va ordenar que fos sotmès a un consell de guerra. Va ser rellevat del comandament el 21 de juliol de 1942, va ser declarat culpable i va ser condemnat a cinc anys de presó, però Bock va aconseguir el seu alliberament. Ulrich von Hassell ho va anomenar un cas del "joc grotesc dels soldats de llauna que Hitler juga amb els generals" al seu diari i va comentar: "Stumme, general comandant d'un cos de tancs, va ser condemnat a cinc anys de presó a causa [de les accions d'un oficial de l'estat major de la divisió] Va ser indultat immediatament, amb Göring li va prometre un nou comandament i ara està sent enviat a Àfrica com a substitut de Rommel. Una farsa antimilitar i no prusiana".
Stumme es va unir a l'Afrika Korps a Egipte el setembre de 1942, que s'enfrontava als britànics a El Alamein.Rommel havia estat rellevat a causa de la malaltia i l'esgotament. Stumme va arribar el 19 de setembre per ser informat uns dies abans de la partida de Rommel. Va prendre el comandament general del Panzerarmee Afrika (forces combinades alemanyes i italianes), amb Ritter von Thoma substituint el ferit Walther Nehring com a comandant de l'Afrika Korps.

## Batalla d'El Alamein i mort
Stumme "va seguir fidelment el pla deixat per Rommel" per respondre a l'atac esperat. Les seves cartes als seus superiors indiquen que no era optimista i estava d'acord amb Rommel que l'única perspectiva real d'èxit era mantenir l'enemic despistat amb atacs, per als quals no tenia els recursos. Poc més d'un mes després de la seva arribada els britànics van començar el seu atac el 23 d'octubre amb un bombardeig massiu. Stumme va prohibir l'ús de munició d'artilleria alemanya per bombardejar les àrees de reunió d'avantguarda britàniques, on les tropes eren vulnerables, preferint mantenir els seus limitats recursos en reserva. Reinhard Stumpf va anomenar això "un greu error que va permetre als britànics preparar-se per a l'atac en relativa pau".
A diferència de Rommel, Stumme viatjava sense la protecció d'una escorta i un cotxe de ràdio. El 24 d'octubre, Stumme i el coronel Andreas Büchting, el seu cap de senyals, van conduir al front per revisar la situació. De camí al lloc de comandament, el cotxe va sortir a la intempèrie i va ser atacat. Büchting va morir d'un tret al cap. Stumme va saltar del cotxe i sembla que s'estava agafant de costat mentre el conductor conduïa. Va ser trobat mort al llarg de la pista l'endemà, sense que es pogués veure cap ferida. Se sabia que tenia la pressió arterial alta i es pensava que havia mort d'un atac de cor. Va ser substituït com a comandant del Panzerarmee Afrika amb el retorn de Rommel, mentre que l'Afrika Korps estava comandat pel General der Panzertruppe Wilhelm Ritter von Thoma.

## Avaluacions
Stumme ha estat descrit per l'historiador Samuel W. Mitcham com un "general competent però amant del plaer", que va cultivar una relació de convivència amb els seus oficials, a diferència del dur Rommel. Un dels seus oficials, Friedrich von Stauffenberg, va dir que Stumme va crear una atmosfera "agradable" mentre mantenia una "divisió crack i ben manada". Segons Mark M. Boatner, 
| « | El curt i de bon humor Stumme patia una pressió arterial alta crònica que li donava la cara un rubor permanent. Les tropes l'anomenaven "Bola de foc", i el petit general monoclet, encara que vell per al servei de primera línia fins i tot per als estàndards de la Wehrmacht, tenia un talent per aprofitar les oportunitats tàctiques. | » |

Rommel havia suggerit que Heinz Guderian l'havia de substituir al nord d'Àfrica, però Guderian havia perdut el favor i la seva petició va ser rebutjada. En canvi, Stumme va rebre el comandament i Rommel tenia confiança en ell com a comandant.

## Promocions
Fahnenjunker – 19 de març de 1906
  Fähnrich – 17 de novembre de 1906
 Leutnant – 16 d'agost de 1907 (amb patent del 14-2-1906)
  Oberleutnant – 8 d'octubre de 1914
 Hauptman - 18 d'octubre de 1915
 Major – 1 de maig de 1927
 Oberstleutnant – 1 de febrer de 1931
 Oberst – 1 d'agost de 1933
 Generalmajor – 1 d'agost de 1936
 Generalleutnant – 20 d'abril de 1938
  General der Kavallerie – 1 de juny de 1940
 General der Panzertruppen – 4 de juny de 1941

## Condecoracions
Creu de Cavaller: (19/07/1940 com a General der Kavallerie i comandant del XXXX. Armeekorps.
 Creu de Ferro 1914 de 1a Classe
 Creu de Ferro 1914 de 2a Classe
 Barra de 1939 a la Creu de Ferro 1914 de 1a Classe
 Barra de 1939 a la Creu de Ferro 1914 de 2a Classe
 Creu pel mèrit en guerra
 Insígnia de Ferits 1918 en Negre
 Creu d'Honor dels Combatents del Front
 Medalla de l'1 d'octubre de 1938
 Medalla del Llarg Servei a la Wehrmacht de I i IV classe
 Creu del Bàltic
 Cinta de màniga d'Àfrica